# Энцефалопатия Хасимото

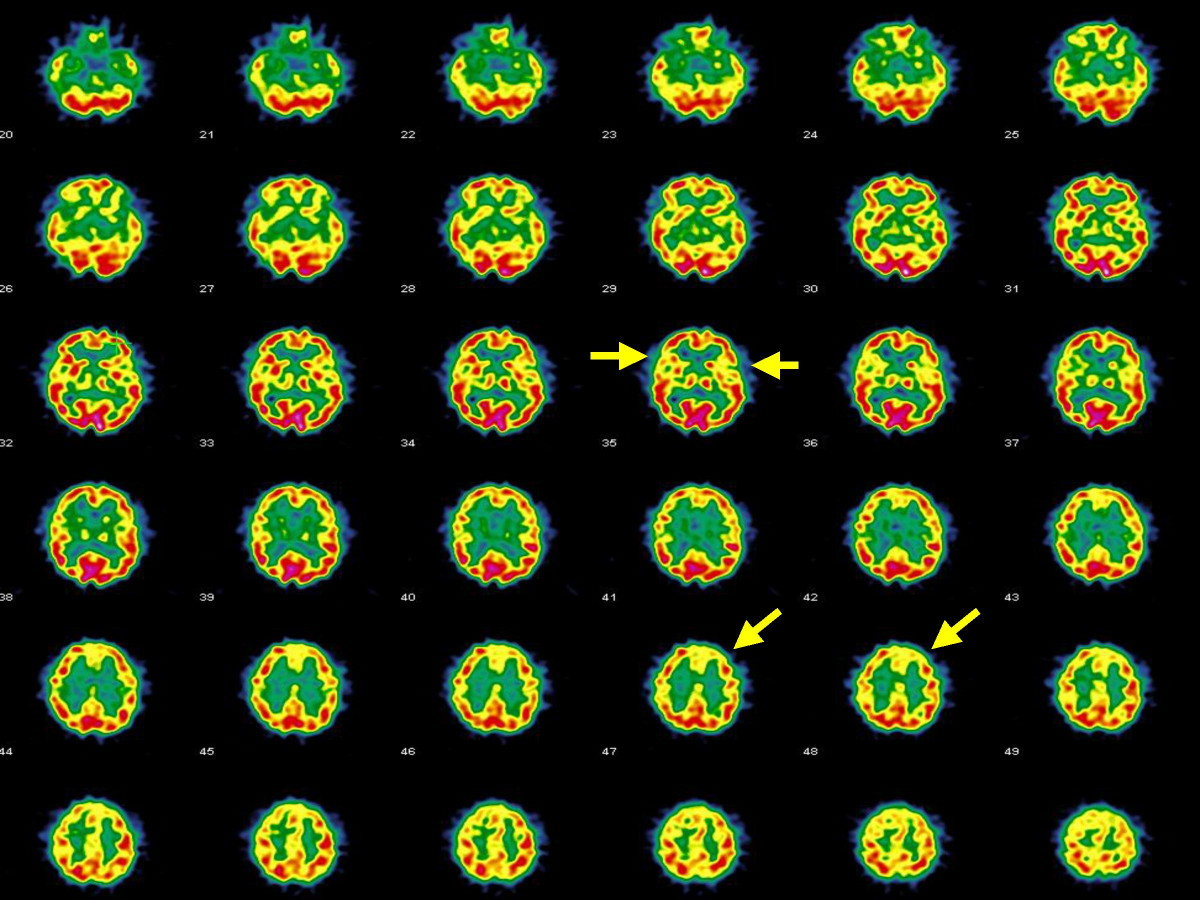
SPECT-изображение мозга женщины c аффективным психозом на фоне болезни Хашимото.

Энцефалопатия Хасимото (Хашимото) — очень редкий нейроэндокринный синдром, ассоциированный с тиреоидитом Хасимото.
Первое сообщение о «болезни Хасимото с энцефалопатией» появилось в статье Brain et al. в журнале Ланцет, в 1966 году. Возможно, более ранние описания синдрома появились еще в 1949 году в сообщениях о «микседематозном безумии» (англ. myxoedematous madness). К началу XXI века в литературе было описано более 105 пациентов с синдромом. В одной работе распространённость оценивается на уровне 2 из 100000.
Среди симптомов энцефалопатии Хасимото — дезориентация, дрожь, нарушение памяти и концентрации внимания, миоклонические судороги, головные боли, частичный паралич половины тела, нарушение речи, генерализованные судороги, психоз. На ЭЭГ более чем в 90 % случаев отмечается перемежающаяся медленноволновая активность. SPECT-сканирование мозга демонстрирует обратимую диффузную либо фокальную гипоперфузию, хотя в одном случае, когда у пациента наблюдался эпилептический статус, была отмечена гиперперфузия правой париетальной области и височных долей.
У всех пациентов в цереброспинальной жидкости отмечаются анти-тиреоидные антитела, но их уровень не коррелирует с клиническим состоянием и воздействием кортикостероидов. Пациент может иметь нормальную или незначительно ослабленную функцию щитовидной железы, что, возможно, обуславливает недостаточную диагностику состояния.
Из-за неспецифичных симптомов и редкости синдром распознаётся не сразу: так, в одном исследовании, длившемся с 1995 по 2003 год, все 20 пациентов изначально получали другой диагноз. В случае, когда синдром проявился в первую очередь психозом, а другие симптомы были сглажены, пациент на протяжении четырёх месяцев получал психотропные препараты, прежде чем был поставлен правильный диагноз и назначена стероидная терапия, вернувшая его в нормальное состояние за неделю. В другом случае у пациента на протяжении двух лет ведущими симптомами были снижение когнитивных функций и отклонения в поведении.
В одном обзоре пяти случаев авторы заявляют, что решающую роль в диагностике сыграло SPECT-сканирование, поскольку проявления синдрома были различны, а результаты морфологических тестов у пациентов не отличались от нормы; приводятся SPECT-изображения, иллюстрирующие возможности технологии.
Поскольку при терапии иммунодепрессантами, обычно кортикостероидами, самочувствие большинства пациентов улучшается, состояние именуют также «стероидно-реактивной энцефалопатией, ассоциированной с аутоиммунным тиреоидитом» (англ. Steroid-responsive encephalopathy associated with autoimmune thyroiditis, SREAT). В редких случаях для достижения и поддержания ремиссии используют другие средства иммунномодулирующей терапии, например, иммуноглобулин.
Идет поиск возможных механизмов расстройства. Одна группа исследователей сообщает о повышенной частоте обнаружения ауто-антител к альфа-энолазе в сыворотке пациентов (у 5 из 6 человек, у 17 из 25 человек). В одной работе отмечается, что антитела к тиреопероксидазе из цереброспинальной жидкости пациентов связываются с астроцитами in vitro. В одном небольшом исследовании 2008 года у пациентов отмечена аутоиммунная реакция на диметиларгининазу-1 (DDAHI) и альдегидредуктазу-1 (AKR1A1).